# Verso sud
Pour plus de détails, voir Fiche technique et Distribution.
Verso sud est un film italien réalisé par Pasquale Pozzessere, sorti en 1992. Il s'agit de son premier film. Porté par le couple d'acteur Antonella Ponziani et Stefano Dionisi, le film est bien reçu en Italie et obtient plusieurs distinctions et nominations lors des différentes remises de prix de la profession, comme le grand prix du festival du film italien d'Annecy pour Pozzessere ou le David di Donatello et le Ruban d'argent de la meilleure actrice pour Ponziani.

## Synopsis
À Rome, Paola (Antonella Ponziani), une mère célibataire, sort de prison. Elle rencontre Eugenio (Stefano Dionisi), un marginal à la dérive qui vole pour vivre, et avec qui elle entame une relation amoureuse. Mais cette histoire est compliquée car Paola ne souhaite pas retomber dans la marginalité de peur de perdre son enfant, placé dans un centre et à qui elle rend visite deux fois par semaine. Eugenio cherche alors un travail, sans succès, et doit se résoudre à continuer à vivre dans la rue et la misère, tandis que par accident, Paola récupère son enfant et le ramène avec elle. Le couple entrevoit l'espoir d'un nouveau départ et entreprend une fuite vers la Grèce ...

## Fiche technique
- Titre : Verso Sud
- Titre original : Verso Sud
- Réalisation : Pasquale Pozzessere
- Scénario : Pasquale Pozzessere
- Photographie : Bruno Cascio
- Montage : Carlo Valerio
- Musique : Corrado Rizza, Domenico Scuteri
- Scénographie : Cinzia Di Mauro
- Costumes : Anna Rita Piergotti
- Son : Mario Iaquone
- Producteur : Pasquale Pozzessere
- Société de production : Demian Film
- Pays d'origine :  Italie
- Langage : Italien
- Format : Couleur
- Genre : Drame
- Durée : 88 minutes (1 h 28)
- Dates de sortie :
  -  Italie : 25 septembre 1992

## Distribution
- Antonella Ponziani : Paola
- Stefano Dionisi : Eugenio
- Pierfrancesco Pergoli : Chicco
- Irene Grazioli : Teresa
- Tito Schipa Jr. (it) : le prête
- Lucio Zagaria : Franco
- Luciano Curreli

## Autour du film
- Il s'agit de la première œuvre de Pasquale Pozzessere.
- Le film a été tourné dans la province de Tarente, région de naissance de Pozzessere. On y aperçoit notamment l'usine sidérurgique Ilva de la ville de Tarente.

## Prix et distinctions
- Pour Antonella Ponziani :
  - David di Donatello de la meilleure actrice principale en 1993.
  - Ruban d'argent de la meilleure actrice en 1993.

- Pour Pasquale Pozzessere :
  - Grand prix du festival du film italien d'Annecy en 1992.
  - Grolla d'oro du meilleur réalisateur débutant en 1992.
  - Grolla d'oro du meilleur producteur en 1992.
  - Nomination au David di Donatello du meilleur réalisateur débutant en 1993.
  - Nomination au Ruban d'argent du meilleur nouveau réalisateur en 1993.